# Tössbo härad
Tössbo härad var ett härad i nordöstra Dalsland, inom nuvarande Åmåls kommun. Häradets areal var 517,60 kvadratkilometer varav 463,43 land.  Tingsställe var från 1600-talet till 1849 Torpane för att därefter vara Åmål.

## Historia
Dalboredden avskiljdes ur häradet på 1800-talet.

## Socknar
- Edsleskog
- Mo
- Fröskog
- Åmåls socken (området runt Åmåls stad)
- Tösse
- Tydje
- Ånimskog

## Län, fögderier, domsagor, tingslag och tingsrätter
Häradet hörde mellan 1634 och 1998 till Älvsborgs län, därefter till Västra Götalands län. Församlingarna ingår i Karlstads stift.
Häradets socknar hörde till följande fögderier:
- 1686-1715 Dalslands fögderi
- 1716-1945 Vedbo fögderi
- 1946-1990 Åmåls fögderi

Häradets socknar tillhörde följande domsagor, tingslag och tingsrätter:
- 1680-1947 Tössbo tingslag i 
  - 1680-1769 Tössbo, Vedbo, Nordals, Sundals och Valbo häraders domsaga
  - 1770-1947 Tössbo och Vedbo härads domsaga även benämnd Norra Dalslands domsaga
- 1948-1970 Tössbo och Vedbo tingslag i Norra Dalslands domsaga

- 1971-1999 Åmåls tingsrätt och dess domsaga före 1974 benämnd Tössbo och Vedbo tingsrätt
- 1999- Vänersborgs tingsrätt och dess domsaga